# Anticharis
Anticharis, biljni rod iz porodice strupnikovki, smješten u tribusu Aptosimeae, dio potporodice Myoporoideae.. Sastoji se od 11 vrsta jednogodišnjeg i višegodišnjeg raslinja i polugrmova iz Afrike, Arapskog poluotoka i Indijskog potkontinenta. 

## Opis
Rod je opisan Genera Plantarum (Endlicher) 682. 1839. Tipična vrsta je Anticharis arabica Endl..
Zeljaste biljke ili mali grmovi, uspravni ili poluuspravi, žljezdasto dlakavi. Listovi naizmjenični, cjeloviti. Cvat pojedinačni, aksilarni, s pedicelom, često dvobrakteolasti. Čaška 5-režnjevita, režnjevi usko lancetasti. Vjenčić 5-režnjevit; cijev mnogo duža od čaške, gore raširena, pri dnu uska; režnjevi ravni, rašireni, podjednaki. Prašnika 2; filamenti filiformni, umetnuti iznad baze cjevčice vjenčića; prašnici poprečni, goli ili dlakavi. Stil filiforman. Jajnik bilokularan; ovula mnogo. Plodne čahure jajolike ili cilindrične dehiscentne, lokulicidne i septicidne. Sjemenke sitne, brojne, jajolike ili cilindrične, prugaste, naborane ili ne.  

## Vrste
1. Anticharis angolensis B.Nord.; angolski endem
2. Anticharis arabica Endl.
3. Anticharis ebracteata Schinz; namibijski endem
4. Anticharis glandulosa Asch.
5. Anticharis imbricata Schinz; namibijski endem
6. Anticharis inflata Marloth & Engl.; namibijski endem
7. Anticharis juncea L.Bolus; namibijski endem
8. Anticharis kaokoensis B.Nord.; namibijski endem
9. Anticharis namibensis B.Nord.; namibijski endem
10. Anticharis scoparia (E.Mey. ex Benth.) Hiern ex Schinz
11. Anticharis senegalensis (Walp.) Bhandari

## Sinonimi
- Distemon Ehrenb. ex Asch.; Monatsb. Acad. Berl. 881 (1866)
- Doranthera Steud.; Nom. ed. II. 1: 525 (1840)
- Doratanthera Benth. ex Endl.; Gen. 685 (1839)
- Gerardiopsis Engl.; Pflanzenw. Ost-Afr. C 359 (1895)
- Meissarrhena R.Br.; Salt, Abyss. App. 63 (1841)